# 37e régiment d'infanterie (France)
Pour les articles homonymes, voir 37e régiment.
Le 37e régiment d'infanterie (37e RI) est un régiment d'infanterie de l'Armée de terre française créé sous la Révolution à partir du régiment du maréchal de Turenne, un régiment français d'Ancien Régime.

## Création et différentes dénominations
- 1604 : création sous le nom de Régiment de Lémon

- 17 janvier 1625 : Création par le vicomte de Turenne d'un régiment portant son nom : Régiment de Turenne[1]
- Mai 1626 : Le Régiment de Turenne est licencié[1]
- 27 mars 1630 : Le vicomte de Turenne rétablit son régiment sous le nom de Régiment d'Eu[1] qu'il conduisit jusqu'à sa mort.

- 1675 : renommé Régiment de Maine
- 1740 : renommé Régiment d'Eu
- 1775 : renommé Régiment de Nivernois
- 1778 : renommé Régiment Maréchal de Turenne

- 1790 : renommé 37e régiment d'infanterie
- 1796 : 37e demi-brigade d'infanterie de ligne constituée par les 111e (1er bataillon du 56e régiment d'infanterie, 1er bataillon des volontaires de l'Orne et 2e Bat Vol de la Moselle) et 173e demi-brigades de bataille (1er Bat, 95e Regt d'Inf, 5e Bat Vol de la Meurthe et 6e Bat Vol des Vosges).
- 1803 : 37e régiment d'infanterie de ligne.
- 1815 : dissolution, formation de la La légion de la Sarthe
- 1820 : 37e régiment d'infanterie de ligne
- 1887 : Prend le nom définitif de 37e régiment d'infanterie
- 1935 : renommé 37e régiment d'infanterie de forteresse
- 1940 : dissolution
- 1952 : formation du 37e bataillon d'ouvrage
- 1957 : dissolution
- 1968 : recréation du 37e régiment d'infanterie
- 1999 : dissolution

## Chefs de corps
- 1775 : Claude-Anne de Rouvroy de Saint-Simon

...
- 1791 : colonel Joachim Robin de Blair de Fressineaux
- 1792 : colonel Bernard Martin Lambron de la Crouziliere
- 1793 : colonel Dominique Chantepie
- 1796 : chef de brigade Philippe Joseph Lacroix
- 1800 : chef de brigade Jacques Michel Lainé
- 1801 : chef de brigade Claude Petit
- 1803 : colonel Jean-Joseph Gauthier
- 1812 : colonel Melchior Mayot (tué le 18 août 1812)
- 1813 : colonel Ferjeux Fortier (blessé les 28 novembre 1812 et 19 octobre 1813)
- 1870-1871 : lieutenant-colonel Armand Deffis
- 1887 - 1890 : colonel de Monard
- 1895 : colonel Arthur de Nonancourt
- 1900 - 1905 : colonel Édouard de Castelnau
- 1906 - 1910 : colonel Léon Bajolle
- 1910 - 1913 : colonel augustin marie Varlet[réf. nécessaire]
- 23 avril 1913 - 21 septembre 1914 : colonel de Lobit[2]
- 22 septembre 1914 - 31 mars 1915 : colonel Lacapelle[2]
- 1er avril - 23 mai 1915 : colonel Hallier[2]
- 24 mai 1915 - 29 mai 1917 : lieutenant-colonel Michel[2]
- 30 mai 1917 - 2 avril 1919 : colonel Becker[2]
- 3 avril - 7 juillet 1919 : lieutenant-colonel Rozier[2]
- 1919 : colonel Étienne[2]
- 1935 : Colonel Hérique
- 1936 : Colonel Touchard
- 1938 : Colonel Regard
- 2 septembre 1939 - juin 1940 : lieutenant-Colonel Combet
- ? - décembre 1999 : colonel Raymond Rauch

dissolution du 37e régiment d'infanterie

## Historique des garnisons, combats et batailles du37eRI de ligne

### Révolution française et Premier Empire

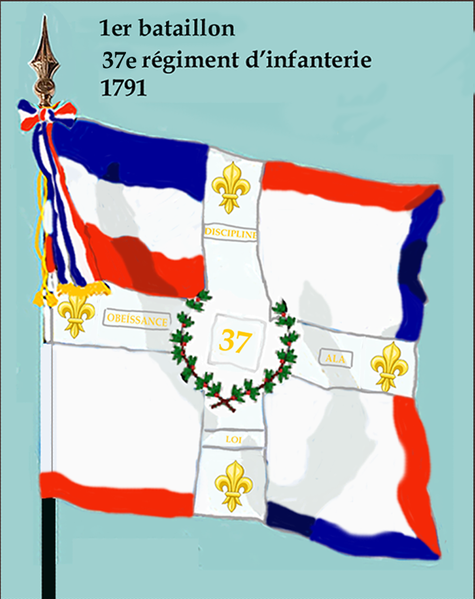
Drapeau du 1er bataillon du 37e régiment d'infanterie de ligne de 1791 à 1793
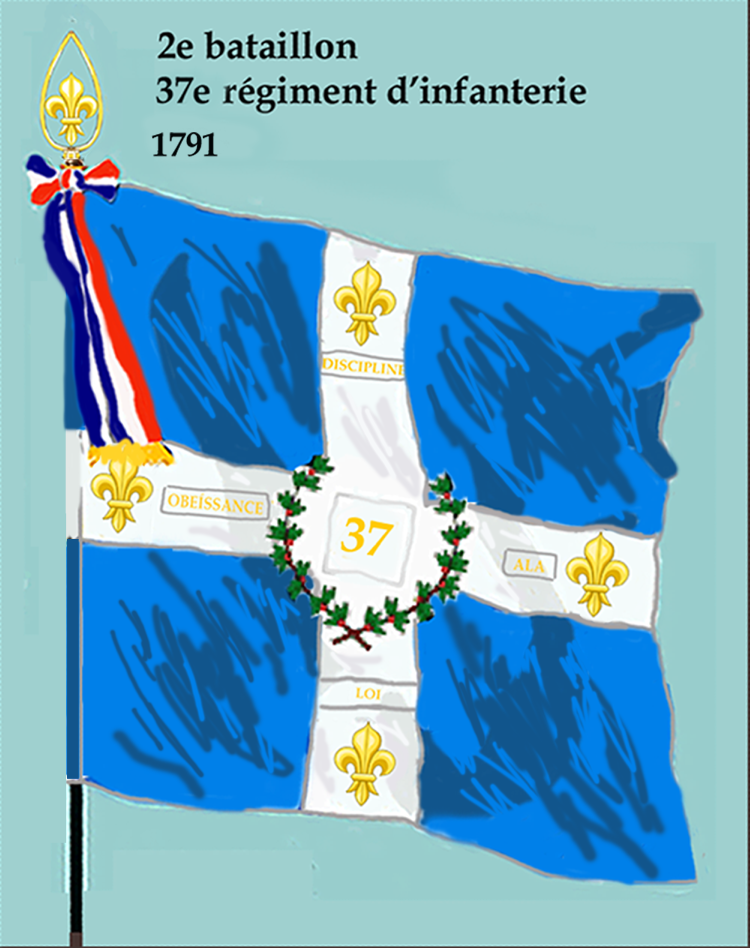
Drapeau du 2e bataillon du 37e régiment d'infanterie de ligne de 1791 à 1793

- 1793 :
  - Fort Vauban
  - Compagnie de grenadiers : Armée de Mayence, Siège de Mayence, Guerre de Vendée
  - 26 décembre : 2e bataille de Wissembourg
- 1799 :
  - bataille de Zurich
- 1800 :
  - Moeskirch,
  - Dillingen
  - bataille de Hohenlinden
- 1808 :
  - Bataille de Girone
  - Molins del Rey
- 1809 :
  - Bataille d'Essling,
  - bataille de Wagram
  - Znaim
- 1811 :
  - Bataille de Tarragone
- 1812 : Campagne de Russie
  - Bataille de Jacobowo,
  - Bataille d'Oboiardszina,
  - Bataille de Polotsk
  - Bataille de la Bérézina
- 1813 : Campagne d'Allemagne
  - bataille de Lützen,
  - bataille de Bautzen,
  - 16-19 octobre : Bataille de Leipzig
  - Hambourg
- 1814 : Campagne de France (1814)
  - Bataille de La Rothière
  - bataille de Montereau
- 1815 :
  - bataille de Ligny

### 1815 à 1852
- 1830 : Une ordonnance du 18 septembre crée le 4e bataillon et porte le régiment, complet, à 3 000 hommes[3].
- 1831 : Algérie

### Second Empire (1853-1870)
- 1859 : Campagne d'Italie, batailles de Magenta et de Solférino
- Lors de la guerre de 1870, rattaché à l'armée de Chalons il combat à Sedan.

Le dépôt du 37e régiment d'infanterie de ligne, situé à Villefranche-sur-Mer, forme entre août 1870 et février 1871 un 4e bataillon à deux compagnies (versé au 21e régiment de marche),  douze compagnies de dépôt versées à divers régiments de marche et deux compagnies provisoires

### 1871 à 1914
Formé pendant la guerre de 1870, le 37e régiment de marche est fusionné dans le 37e de ligne le 1er septembre 1871.

### Première Guerre mondiale

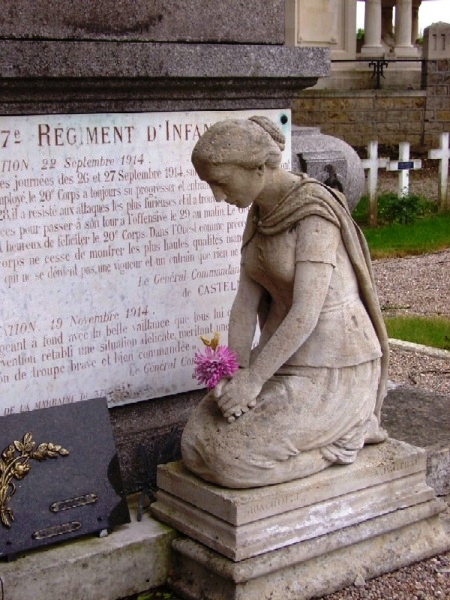
Monument au 37e RI au cimetière du sud, à Nancy

Rattachements : casernement Nancy, 22e brigade d'infanterie, 11e division d'infanterie, 20e corps d'armée
- 11e division d'infanterie d'août 1914 à décembre 1916
- 168e division d'infanterie de décembre 1916 à novembre 1918

Les 237e RI et 47e RIT sont issus du 37e RI.

#### 1914
- - Bataille de Morhange
  - Vitrimont
  - Bataille des Flandres

#### 1915
- - Offensive d'Artois (mai-juin)
- 25 septembre-6 octobre : seconde bataille de Champagne

#### 1916

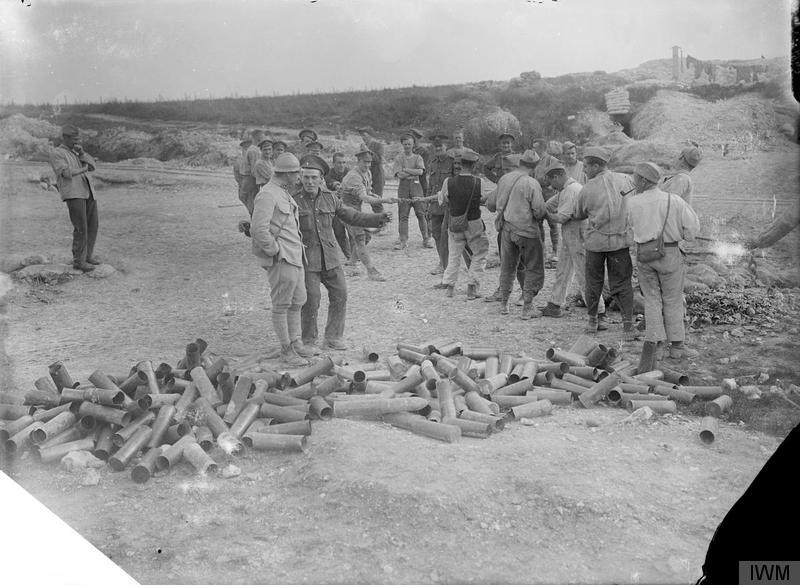
Soldats du avec des artilleurs britanniques près d'Aveluy, septembre 1916.

- Bataille de Verdun
- Bataille de la Somme

#### 1917
- - Offensive de L'Aisne : Nord de Verneuil

#### 1918
- - La seconde bataille de la Marne

Le 37e RI a 6 155 morts durant le conflit, soit environ deux fois son effectif initial.

### Entre-deux-guerres

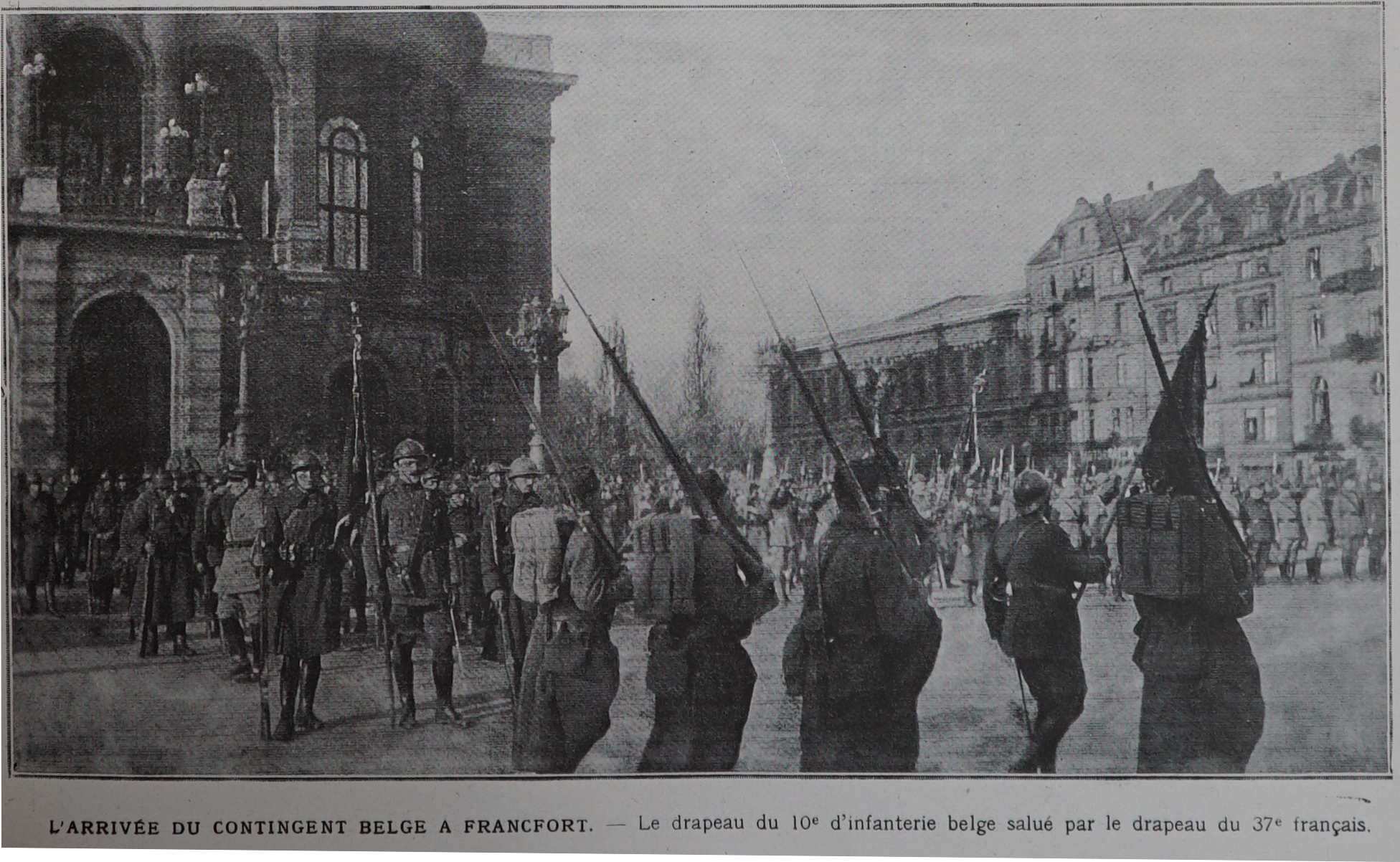
Le 37e à Francfort en 1920

En 1935, il devient un régiment d'infanterie de forteresse à quatre bataillons, affecté au secteur fortifié des Vosges (à Bitche, Langensoultzbach et au camp de Bitche).

### Seconde Guerre mondiale
- 1939-1940 : Secteur fortifié de Rohrbach, sous-secteur de Bitche
- Il tient les ouvrages du Schiesseck et du Grand Otterbuehl (secteur de Bitche).
- À la suite de l’offensive allemande, le régiment reçoit ordre de se replier dans les environs de Sarrebourg et d’y tenir une ligne de défense pour interdire le franchissement du canal de la Marne au Rhin.
- Les 17 et 18 juin, installé en défense, il résiste aux attaques allemandes, au prix de pertes importantes (1120 hommes).
- Le 19 juin, le régiment, ou plutôt ce qu’il en reste, est déployé entre Bertrambois et Hattigny, où il continue le combat. Puis, après un dernier repli, les survivants rejoignent les environs de Val-et-Chatillon où ils vont résister aux assauts allemands jusqu’au 23 juin.
- Le 25 juin, en respect des ordres et des termes de l’armistice, le régiment se rend à ses adversaires, après avoir brûlé son drapeau au lieu-dit « le Trou Marmot » à l'emplacement du dernier poste de commandement.

### De 1945 à nos jours
En décembre 1952 est créé à Bitche le 37e bataillon d'ouvrages, qui reprend les traditions du 37e régiment d'infanterie de forteresse. Il est chargé d'entretenir les quelques ouvrages de l'ex-ligne Maginot que l'Armée veut conserver. Il est dissous en 1957.
En 1968, le 37e RI est recréé à Sarrebourg et Saint-Avold en tant qu’unité de réserve des Forces opérationnelles dont il devient le régiment de la Moselle[réf. nécessaire].
Au fil des réorganisations successives, il fera partie de la division du Rhin, puis de la brigade d’Alsace[réf. nécessaire].
En 1993, le régiment de Turenne est intégré à la force Hadès, l’élément de dissuasion nucléaire de l’armée de Terre, pour laquelle il est chargé de protéger les éléments d’artillerie et de transmission. La force Hadès est dissoute le 30 juin 1997[réf. nécessaire].
Le 37e RI rejoint à nouveau la Brigade d’Alsace, où il reçoit une mission de protection des éléments de franchissement du Rhin.
En 1999, la réforme de l’armée de Terre qui commence sa professionnalisation signifie la fin des régiments de réserve.
Le 37e RI, le régiment de Turenne, est dissous en décembre 1999. Il aura été l’un des tout derniers régiments de réserve de l’armée française.

## Drapeau
Il porte, cousues en lettres d'or dans ses plis, les inscriptions suivantes :
- Zurich 1799
- Polotsk 1812
- Alger 1830
- Solférino 1859
- Lorraine 1914
- Flandres 1914
- Verdun 1916
- Champagne 1918

## Décorations
La cravate du drapeau est décorée de la Croix de guerre 1914-1918 avec trois palmes (trois citations à l'ordre de l'armée) puis de la Croix de guerre 1939-1945 avec une palme.
Le régiment a le droit au port de la fourragère aux couleurs du ruban de la Croix de guerre 1914-1918.

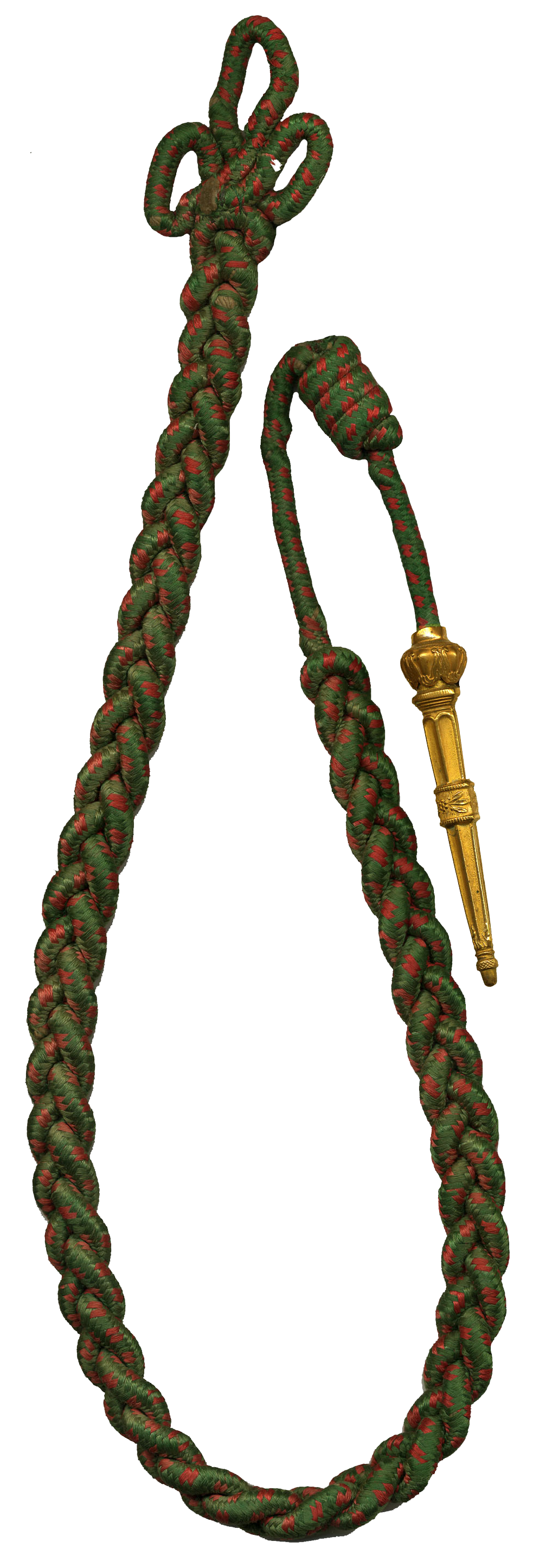
Fourragère aux couleurs du ruban de la Croix de guerre 1914-1918
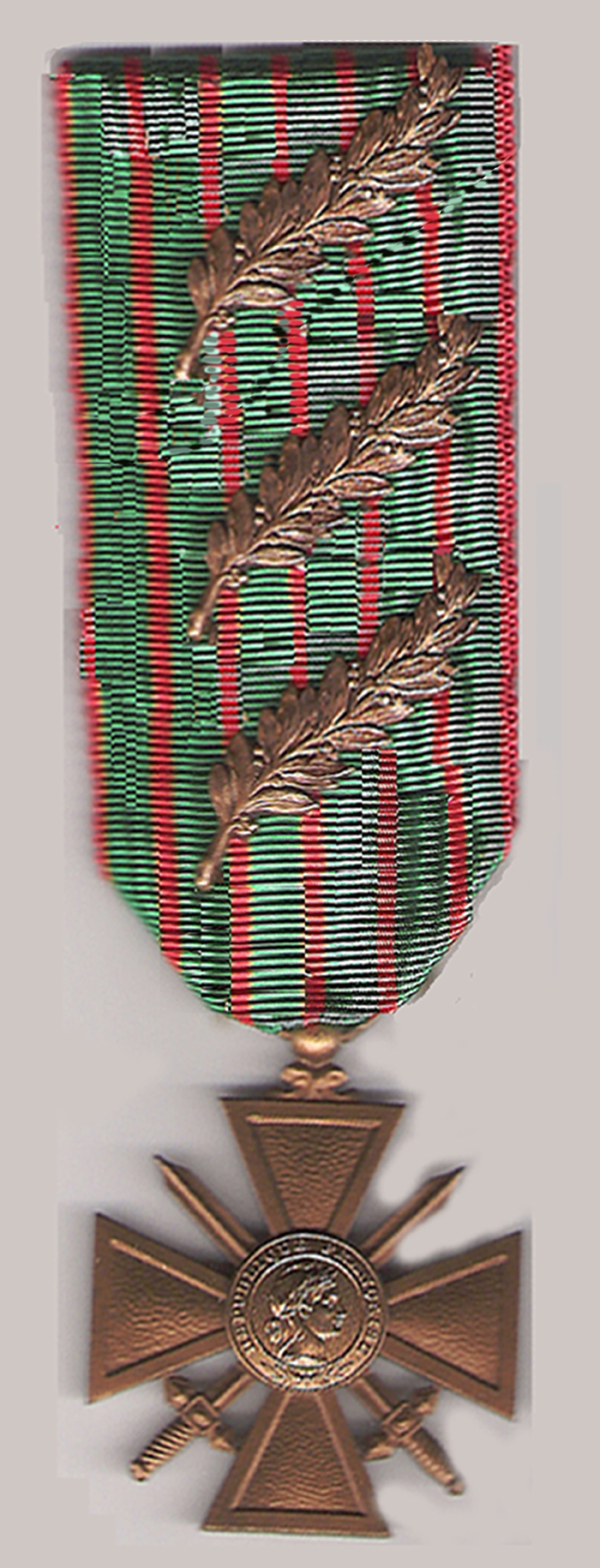
Croix de guerre 1914-1918
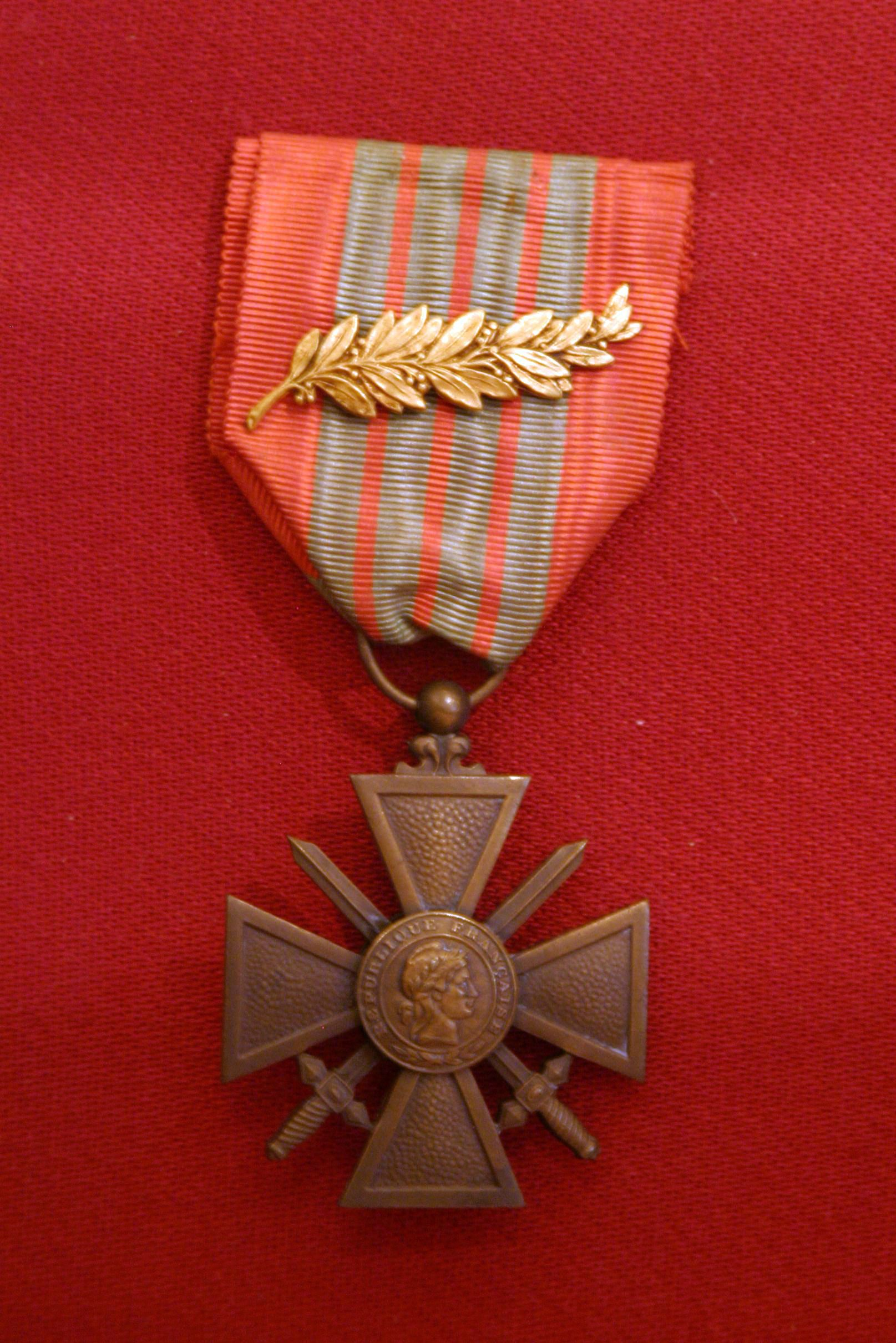
Croix de guerre 1939-1945

## Devise
"Vaincre ou mourir "

## Personnalités ayant servi au sein du régiment
- Général Edouard de Castelnau (1851-1944) alors colonel qui a commandé le 37e RI de Nancy de 1900 à 1905.
- Jean-Marie Déguignet
- Jacques Michel Pierre Delmas dit Jacques Chaban-Delmas (1938/1939)
- Samuel Dorville
- Louis Laffitte (1873-1914), géographe et économiste, lieutenant au régiment tué le 20 août 1914. Son nom est inscrit au Panthéon parmi les 560 écrivains morts au champ d'honneur pendant la Première Guerre mondiale.

## Traditions et uniformes
En 1756, l'uniforme était blanc, avec veste, collet et parements bleus, boutons dorés, 5 pour les parements, poches en travers à 3 boutons.

## Sources et bibliographie
- Archives militaires du château de Vincennes.
- Serge Andolenko, Recueil d'historiques de l'infanterie française, Eurimprim, 1969.
- Historique du 37e régiment d'infanterie pendant la guerre 1914-1918, Berger-Levrault, 82 p. (lire en ligne).
- Victor Belhomme, Histoire de l'infanterie en France, t. 5, Henri Charles-Lavauzelle, 1902 (lire en ligne).